# Carlo Chendi
Carlo Chendi, właśc. Angelo Carlo Chendi (ur. 10 lipca 1933, zm. 12 września 2021) – włoski scenarzysta komiksów, autor wielu historyjek z Kaczorem Donaldem, Sknerusem McKwaczem i innymi disneyowskimi postaciami. Współtworzył komiksy m.in. z takimi rysownikami jak Romano Scarpa, Giorgio Cavazzano czy Guido Scala.